# Riverside (Wyoming)
Riverside es un pueblo situado en el condado de Carbon en el estado estadounidense de Wyoming. La población era 59 habitantes en el censo de 2000 .

## Geografía
Riverside está situado en las coordenada 41°12′55″N 106°46′59″O / 41.21528, -106.78306. Según el United States Census Bureau, la localidad tiene un área total de 0,7 km ², todos terrestres.
De acuerdo con el US National Climatic Data Center, Riverside es, junto con un lugar en el Parque nacional de Yellowstone, el más frío lugar (habitado) en todo el estado de Wyoming. El 9 de febrero de 1933, se registraron allí -54,4 °C

## Demografía
Según el censo del 2000, había 59 personas, 28 hogares y 21 familias que residían en la ciudad. La densidad de población era de 87.6 personas/km ². La distribución por razas de la ciudad era el 
- 100.00% Blancos

Había 28 hogares de los cuales un 10,7% tenían niños menores de 18 años que vivían con ellos, el 71,4% eran parejas casadas que vivían juntas, y el 25,0% no eran familias. Un 7.1% tenían a alguna persona anciana de 65 años de edad o más. 
En la ciudad la separación poblacional era con un 11.9% menores de 18 años, un 3.4% de 18 a 24, el 18.6% de 25 a 44, un 44.1% de 45 a 64, y el 22.0% tenía 65 años de edad o más. La edad media fue de 50 años. Por cada 100 hembras había 110.7 varones. Por cada 100 mujeres mayores de 18 años, había 126.1 varones.
La renta mediana para una casa en la ciudad era de $ 48.125, y la renta mediana para una familia era de $ 55.000. Los varones tenían una renta mediana de $ 23.750 contra los $ 25.417 para las hembras. El ingreso per cápita para la ciudad era de $ 40.276. Nadie de la población estaba por debajo del umbral de la pobreza.

## Educación
La educación pública en la ciudad de Riverside esta proporcionada por la Escuela del Distrito del Condado de Carbon #2. 